# Johnstonella costata
Johnstonella costata är en strävbladig växtart som först beskrevs av Townshend Stith Brandegee, och fick sitt nu gällande namn av Hasenstab och M.G.Simpson. Johnstonella costata ingår i släktet Johnstonella och familjen strävbladiga växter. Inga underarter finns listade i Catalogue of Life.